# Bootleg
Bootleg (angl.) je pirátská kopie, audionahrávka nebo videonahrávka, která byla zpřístupněna (zveřejněna, šířena) nelegální cestou.
Výraz „bootleg“ vznikl v souvislosti s pašováním věcí ukrytých ve vysokých botách pašeráků (angl. boot = vysoká bota). Postupně se význam výrazu rozšířil na zákonem nedovolené produkty a je společným pojmem pro nelicencované nahrávky.

## Z historie
Nejstarším typem moderního, pro komerční účely masově vyráběného a distribuovaného zvukového nosiče je fonografický váleček. Zvuková stopa je uchována v drážce vnějšího pláště dutého válce (cylindru). Na přelomu 80. a 90. let 19. století začaly být vyráběny válečky, které se označují podle své barvy jako hnědé válečky. Roku 1902 byly do prodeje zavedeny černé válečky charakteristické vyšší tvrdostí. Zatímco hnědé válečky (a předchozí bílé) byly kvůli nižší tvrdosti přepisovatelné, černé přepisovat nešlo, což bránilo jejich pirátskému šíření. Staly se spolu s následujícími celuloidovými válečky a pozdější gramofonovou deskou jedinými nosiči zvuku, které nelze pirátsky rozmnožovat.

## Současnost
Pirátská kopie může být pořízena na veřejném koncertě nebo např. z nosiče odcizeného z archivu nahrávací společnosti. Může vzniknout také rozšiřováním kopie CD vypáleného pro osobní potřebu aj.
Množství kopií šíří nezákonně fanoušci toho kterého umělce. Někdy jsou bootlegy prodávány, například pokud někdo nahrávku odborně upravil nebo ji převedl do kvalitnějšího audioformátu nebo videoformátu. Nelegální je samozřejmě i prodej vypálených CD.
Pokud autoři, příp. spoluautoři audiodíla nebo videodíla považují za bootleg každé své dílo, z něhož jim neplyne zákonný autorský honorář, jsou v právu podle odst. 1b § 25 autorského zákona.
Bootleg není nahrávka, která je se souhlasem autora šířena zdarma.
Související právní předpisy jsou v různých zemích různé.